# サンプラザ糸満

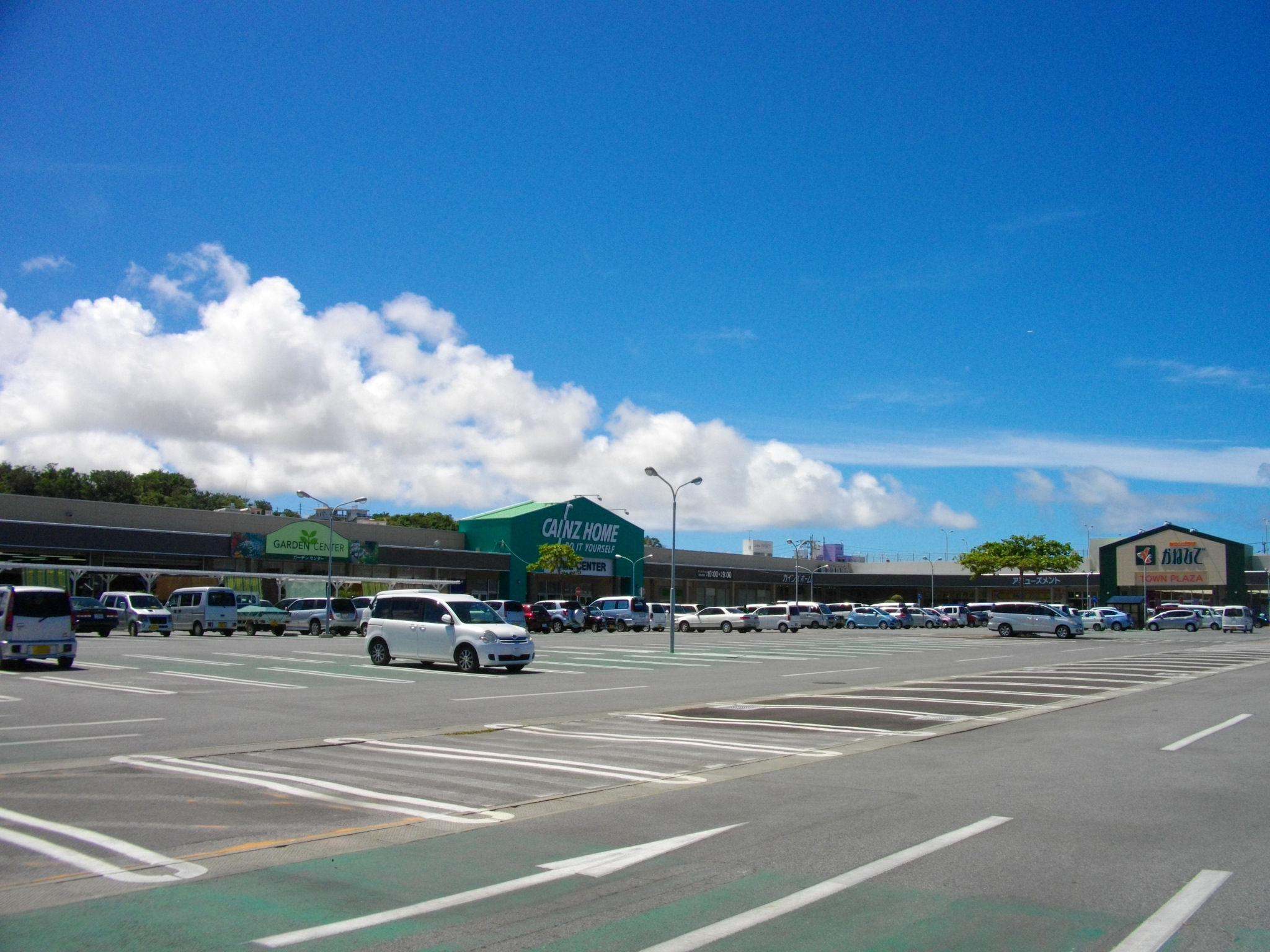
サンプラザ糸満

サンプラザ糸満（サンプラザいとまん）は、沖縄県糸満市兼城にある商業施設。

## 概要
1987年に当時の第一製糖（現在の金秀興産）の敷地の一部を利用し、ホームセンターとして開店。その後翔南製糖への合併で旧第一製糖での操業停止（豊見城市の旧琉球製糖工場へ集約）となり、2000年に現在の大規模のショッピングモールへ拡大（かつてのホームセンターとしての「サンプラザいとまん」は「ホームセンターかねひで」に、またその建物は衣料品店のマルエーサンプラザいとまん店として生まれ変わった）。
その後、「ホームセンターかねひで」は大手ホームセンターのカインズとのフランチャイズ契約で「カインズサンプラザ糸満店」となり、衣料品店の「マルエーサンプラザいとまん店」はマルエーの経営破たんにより、千葉県に本社をおく三喜の傘下として「沖縄三喜マルエー」を設立し「サンキマルエーサンプラザ糸満店」となった。
ホームセンター時代からの「サンプラザいとまん」の建物は2017年に解体され、跡地には「ごはん処かつ庵」が進出した。
またこれとは別にサンプラザ糸満と隣接する形でロッテリア糸満店が1984年に開店したが、2017年に閉店。跡地にはコメダ珈琲店が翌年2018年進出し、沖縄初出店としてオープンした。
2019年にはセブンイレブンが沖縄進出と同時にオープンした店舗の一店舗としてサンプラザ糸満内にオープンした。

## 主な施設
- カインズFCサンプラザ糸満店
- 金秀商事
  - タウンプラザかねひでいちゅまん市場（旧サンプラザ糸満店）
- 金秀鋼材
  - かねひでSSサンプラザ糸満店
- サンプラザ糸満歯科医院
- サンキマルエーサンプラザ糸満店
- ジョリーパスタサンプラザ糸満店
- コメダ珈琲店沖縄糸満店
- ご飯処 かつ庵糸満店
- セブンイレブン糸満兼城サンプラザ糸満店
- ツルハドラッグ糸満店
- ステーキハウス88Jr.サンプラザ糸満店
- 銀座に志かわ沖縄糸満店
- エニタイムフィットネス糸満店

出典